# Petros Michos
Petros Michos (in greco: Πέτρος Μίχος; Agrinio, 17 febbraio 1959) è un allenatore di calcio ed ex calciatore greco, di ruolo difensore.

## Palmarès

### Club

#### Competizioni nazionali
- Campionato greco: 5

Olympiakos: 1979-1980, 1980-1981, 1981-1982, 1982-1983, 1986-1987
- Coppa di Grecia: 2

Olympiakos: 1980-1981, 1991-1992
- Supercoppa di Grecia: 2

Olympiakos: 1980, 1987